# Callum Hedge
Pas d'image ? Cliquez ici
Callum Rennie Allan Hedge (né le 17 novembre 2003) est un pilote automobile néo-zélandais qui roule actuellement en Indy NXT pour Able Motorsport.
Un champion national de karting à plusieurs reprises, il a remporté le Championnat NZ Formula 1600 2017-2018 et le Championnat Toyota Finance 86 2018-2019 avant de passer à la course de voitures de sport avec Porsche en 2020. Le néo-zélandais a remporté le Championnat des Amériques de Formule Régionale 2023 avec Crosslink Kiwi Motorsports,.  La même année, il a remporté le championnat Porsche Carrera Cup d'Australie. Il a fréquenté le St Kentigern College à Pakuranga, Auckland.

## Carrière

### 2017-2020: Championnats nationaux et continentaux
Il débute avec les SsangYong Racing Series pour la saison 2017 2018 et y décroche même une victoire lors d'une course à Taupo. En parallèle, il participe et remporte la Formule Ford de Nouvelle-Zélande devant Josh Bethune. Par la suite il participe à deux saison du championnat de Toyota Finance 86 et en remportant le titre la deuxième fois.

### Formule Régionale
Il fait ses début en Formule Régionale en participant au Championnat d'Europe de Formule Régionale en 2021, en roulant pour G4 Racing au coté de Sami Meguetounif et Michael Belov pour la dernière manche de la saison. Pour sa première course dans la catégorie, il termine vingt-deuxième devant Lorenzo Fluxa et termine vingtième de la deuxième course derrière celui-ci.

#### Championnat d'Océanie de Formule Régionale
En 2023, il retourne en formule régionale, en participant au Championnat d'Océanie Formule Régionale , représentant M2 Competition. Pour sa première saison, il s'est battu pour le titre avec son coéquipier Charlie Wurz, mais passe derrière celui-ci avec une13e place dans la course principale. Bien qu'il finisse deuxième, premier et deuxième des trois courses de Teretonga,la double victoire de Wurz le maintien derrière au championnat. Il réduit l'écart dans les manches de Manfeild and Hampton Downs,avec six points d'écart à l'amorce de la dernière manche de la saison, sur le circuit de Taupo. L'originaire d'Auckland décroche la victoire de la première course, mais reste derrière lors des deux suivantes, ce qui le fait terminer second au classement général.

#### Championnat des Amériques de Formule Régionale
Après avoir terminé le Championnat d'Océanie de Formule Régionale , le néo-zélandais a voyagé aux États-Unis pour participer au Championnat des Amériques de Formule Régionale  avec Crosslink Kiwi Motorsports. Il débute la saison sur le circuit du NOLA Motorsports Park avec une sixième position, puis une troisième position lors de la course 2 avant de remporter la troisième course du week-end. Le circuit de Road America lui sourris plus car il décroche la pole position les trois victoires avec les meilleurs tours en courses. Il réitère sa pole position et sa triple victoire lors de la manche suivant sur le circuit de Mid-Ohio Sports Car Course mais ne décroche qu'un seul des trois meilleur tour. 
Pour la manche suivante, il décroche encore la pole position mais ne gagne pas la première course et termine deuxième sans le meilleur tour. Cependant, il se ratrappe en gagnant les deux autres course et décroche le meilleur tour en course de la course 2. Avec 13 victoires 5 des six poles position et 16 podiums, il décroche aisément le titre de champion devant Ryan Shehan.

### Indy NXT

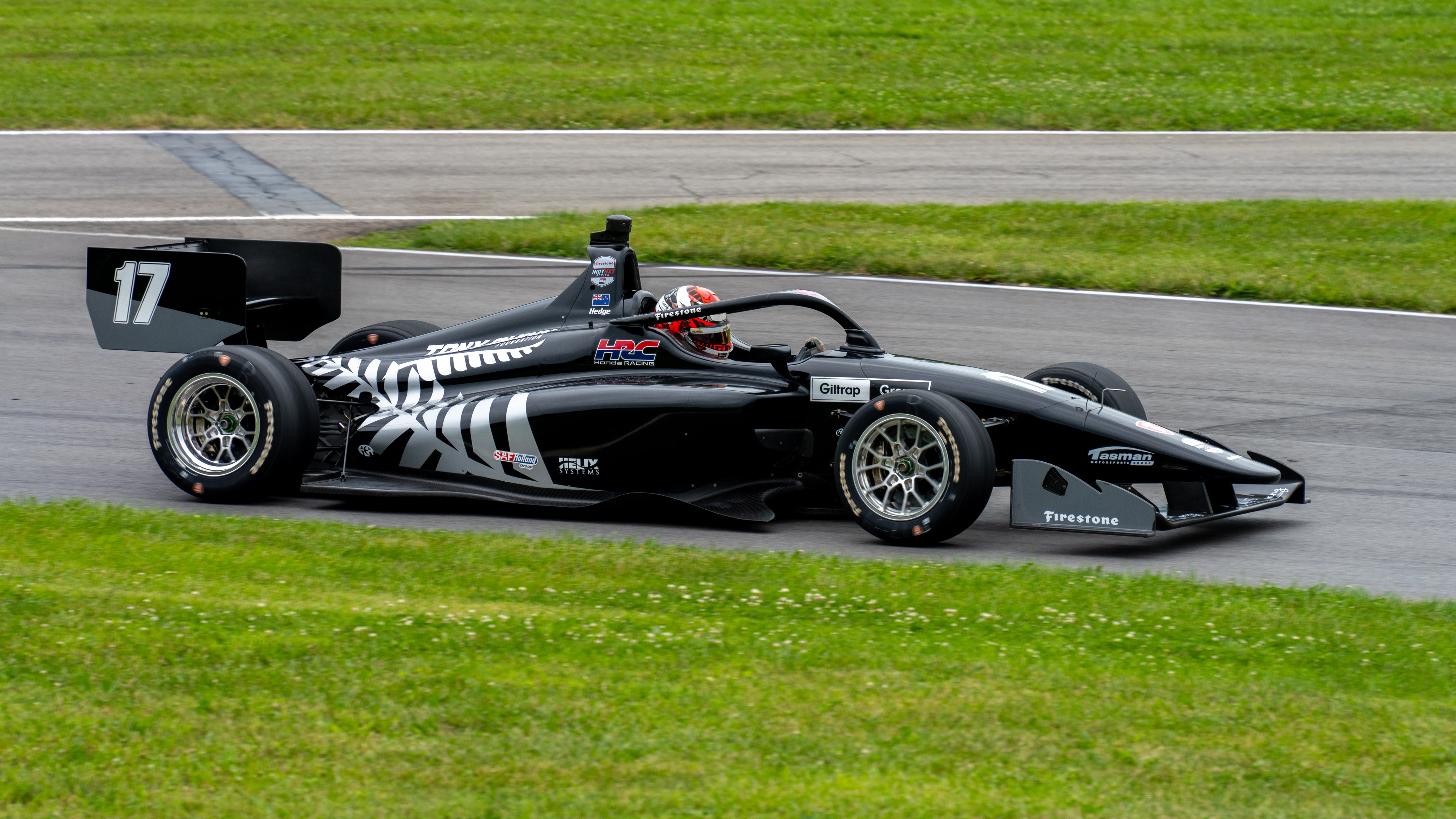
Hedge en Indy NXT, sur le circuit de Mid-Ohio en 2024.

#### 2024
Pour la saison 2024, Callum Hedge a été signé par HMD Motorsports pour participer au championnat Indy NXT. Il décroche son premier podium à Détroit, avec une troisième place. Il inscrit une  quatrième position à Mid-Ohio. Le grand prix suivant, il réitère sa performance à Iowa Speedway.

#### 2025
Il reste dans le championnat pour la saison 2025, mais change d'écurie pour passer chez Abel Motorsports. Il débute la saison 2025 avec une huitième position à St. Petersourg. Cependant, il part et termine dix-huitième du GP d'Alabama.

## Résultats en carrière

### Sommaire des résultats en carrière
| Saison  | Championnat                                    | Ecurie                        | Courses | Vic. | Poles | M/Tours | Podiums | Points | Position |
| ------- | ---------------------------------------------- | ----------------------------- | ------- | ---- | ----- | ------- | ------- | ------ | -------- |
| 2016–17 | SsangYong Racing Series                        | N/A                           | 22      | 1    | 0     | 0       | 1       | 1267   | 15e      |
| 2017–18 | NZ Formula 1600 Championship                   | N/A                           | 17      | 11   | 4     | 14      | 15      | 603    | 1er      |
| 2017–18 | Formula Ford New Zealand South Island Series   | N/A                           | ?       | ?    | ?     | ?       | ?       | 324    | 7e       |
| 2017–18 | SsangYong Racing Series                        | N/A                           | 17      | 0    | 0     | 3       | 6       | ?      | ?        |
| 2017–18 | Toyota Finance 86 Championship                 | N/A                           | 3       | 0    | 0     | 0       | 0       | 75     | 22e      |
| 2018    | Australian Formula Ford Series                 | N/A                           | 6       | 0    | 0     | 0       | 0       | 38     | 17e      |
| 2018    | New South Wales Formula Ford Championship      | N/A                           | 3       | 0    | 0     | 0       | 0       | 35     | 17e      |
| 2018–19 | Toyota Finance 86 Championship                 | CareVets Racing Team          | 18      | 7    | 3     | 5       | 12      | 1138   | 1er      |
| 2018–19 | SsangYong Racing Series                        | N/A                           | 4       | 3    | 1     | 4       | 4       | ?      | ?        |
| 2019    | Australian Formula Ford Championship           | Sonic Motor Racing Services   | 21      | 3    | 2     | 1       | 10      | 230    | 4e       |
| 2019    | New South Wales Formula Ford Championship      | Sonic Motor Racing Services   | 6       | 1    | 1     | 0       | 4       | 131    | 8e       |
| 2019    | Victorian Formula Ford Championship            | Sonic Motor Racing Services   | 6       | 0    | 0     | 0       | 1       | 78     | 17e      |
| 2020    | South Island Porsche Racing Series             | N/A                           | 6       | 5    | 2     | 5       | 5       | ?      | ?        |
| 2020    | Speed Works Rush Hour                          | N/A                           | 1       | 0    | 0     | 0       | 0       | ?      | ?        |
| 2021    | Porsche Sprint Challenge Australia             | Earl Bamber Motorsport,       | 5       | 1    | 0     | 0       | 4       | 240    | 3e       |
| 2021    | Porsche Carrera Cup Australia - Pro            | Earl Bamber Motorsport,       | 4       | 0    | 0     | 0       | 0       | 0      | NC†      |
| 2021    | Championnat d'Europe de Formule Régionale      | G4 Racing                     | 2       | 0    | 0     | 0       | 0       | 0      | NC†      |
| 2022    | Porsche Carrera Cup Australia - Pro            | Earl Bamber Motorsport        | 24      | 2    | 1     | 2       | 7       | 570    | 6th      |
| 2023    | Championnat d'Océanie de Formule Régionale     | M2 Competition                | 15      | 3    | 4     | 3       | 9       | 329    | 2e       |
| 2023    | Championnat des Amériques de Formule Régionale | Crosslink Kiwi Motorsports    | 18      | 13   | 5     | 10      | 16      | 384    | 1er      |
| 2023    | Porsche Carrera Cup Australia - Pro            | Team Porsche New Zealand /EBM | 20      | 4    | 5     | 3       | 14      | 932    | 1er      |
| 2024    | Indy NXT                                       | HMD Motorsports               | 14      | 0    | 0     | 0       | 1       | 332    | 4e       |
| 2024    | Championnat d'Océanie de Formule Régionale     | mtec Motorsport               | 3       | 0    | 0     | 0       | 2       | 74     | 18e      |
| 2025    | Indy NXT                                       | Abel Motorsports              | 12      | 0    | 0     | 0       | 1       | 314    | 7e       |

†En tant qu'invité, il est inéligible pour scorer.
* Saison en cours.

### Résultats en  championnat d'Océanie de Formule Régionale
(Les courses en gras indiquent une pole position) (Les courses en Italiques indiquent un meilleur tour)
| Saison | Ecurie           | 1     | 2       | 3        | 4       | 5       | 6       | 7       | 8       | 9       | 10      | 11       | 12    | 13      | 14      | 15      | DC  | Points |
| ------ | ---------------- | ----- | ------- | -------- | ------- | ------- | ------- | ------- | ------- | ------- | ------- | -------- | ----- | ------- | ------- | ------- | --- | ------ |
| 2023   | M2 Competition   | HIG 1 | HIG 2 6 | HIG 3 13 | TER 1 2 | TER 2 1 | TER 3 2 | MAN 1 2 | MAN 2 7 | MAN 3 2 | HMP 1 3 | HMP 2 18 | HMP 3 | TAU 1   | TAU 2 6 | TAU 3 4 | 2e  | 329    |
| 2024   | Giles Motorsport | TAU 1 | TAU 2   | TAU 3    | MAN 1   | MAN 2   | MAN 3   | HMP 1   | HMP 2   | HMP 3   | RUA 1   | RUA 2    | RUA 3 | HIG 1 2 | HIG 2 5 | HIG 3 2 | 18e | 74     |

### Résultats lors du Grand Prix de Nouvelle-Zélande
| Saison | Ecurie          | Voiture               | Qualification | Course |
| ------ | --------------- | --------------------- | ------------- | ------ |
| 2023   | M2 Competition  | Tatuus FT-60 - Toyota | 4e            | 3e     |
| 2024   | mtec Motorsport | Tatuus FT-60 - Toyota | 2e            | 2e     |

#### Résultats en Indy NXT
(Les courses en gras indiquent une pole position) (Les courses en Italiques indiquent un meilleur tour)
| Saison | Ecurie           | 1      | 2      | 3     | 4      | 5     | 6     | 7      | 8      | 9     | 10    | 11    | 12     | 13     | 14     | Rank | Points |
| ------ | ---------------- | ------ | ------ | ----- | ------ | ----- | ----- | ------ | ------ | ----- | ----- | ----- | ------ | ------ | ------ | ---- | ------ |
| 2024   | HMD Motorsports  | STP 11 | BAR 9  | IMS 4 | IMS 10 | DET 3 | RDA 6 | LAG 12 | LAG 16 | MDO 4 | IOW 4 | GMP 5 | POR 13 | MIL 11 | NSH 16 | 4e   | 332    |
| 2025   | Abel Motorsports | STP 8  | BAR 18 | IMS 4 | IMS 10 | DET   | GMP   | RDA    | MDO    | IOW   | LAG   | LAG   | POR    | MIL    | NSH    | 8e*  | 88*    |

* Saison en cours.